# Johann Stadlmayr
Johann Stadlmayr (* um 1575 in Bayern, vermutlich bei Freising; † 12. Juli 1648 in Innsbruck) war langjähriger Hofkapellmeister und Komponist in den Diensten der Tiroler Landesfürsten.

## Leben
Stadlmayr erhielt 1603 eine Stelle in der Hofkapelle zu Salzburg, 1604 stieg er zum Hofkapellmeister auf. Im Jahr 1607 wurde er als Hofkapellmeister unter Erzherzog Maximilian III. an den Innsbrucker Hof berufen. Nach der Auflösung der Hofkapelle mit dem Tod Maximilians 1618 verlor er seine Stelle und errang erst 1624 unter Erzherzog Leopold V., ab 1632 unter dessen Witwe und Nachfolgerin Claudia de’ Medici, wieder eine Kapellmeisterstelle. Zu seinen Schülern zählte Abraham Megerle.
Ein Sohn Johann Stadlmayrs, Alfons I. Stadlmayr, war von 1653 bis 1673 Rektor der Universität Salzburg und von 1673 bis 1683 Abt der Abtei Weingarten und damit Reichsprälat. Im Amt des Hofkapellmeisters folgte ihm sein Schwiegersohn Ambrosius Reiner.

## Werk
Johann Stadlmayrs kompositorisches Werk umfasst vor allem kirchliche Musik und 21 seiner Werke erschienen im Druck bei Verlegern in Augsburg, München, Passau, Wien, Ravensburg, Antwerpen und Innsbruck. Er gab heraus: 8st. Messen (1593, 1596), 5-8st. Magnificats (1603, 1614), 8st. Messen mit Continuo (1603, 1614), 6st. Messen mit Continuo (1610), 6st. Messen mit Continuo (1612), doppelchörige 10-12st. Messen (1616), “Hymni vespertiliani 6 vocum cum instrumentis” (1617), “Apparatus musicus” (6-24st. Motetten mit Instrumenten, 1619), 4-8st. Miserere mit Instrumenten ad lib. (1621), “Hymni… totius anni” (1628, 2 Tle., neue Ausgabe des 1. Teils von J.E. Habert i. d. Denkmälern der Tonkunst in Österreich III, 1 [1896]), “Odae sacrae” (5st. Weihnachts- und Osterkantaten mit Instrumenten ad lib., 1638), 2-3st. Psalmen mit zwei Violinen und Kornetten ad lib. (1640), fünf 4st. “Missae breves” (2018 erschienen in der Reihe Denkmäler der Tonkunst in Österreich auf der Grundlage des Erstdrucks von 1641 und in ihrer Gesamtheit in heute üblicher Partiturschrift und mit einem Kritischen Bericht).ein Requiem und eine 5st. Messe (1641), 4st. Psalmen, ad lib. 8st. oder mit zwei Violinen und Kornetten (1641) und 4-8st. Psalmen, ad lib. doppelchörig und mit Instrumenten (1646).  Sein Zeitgenosse Michael Praetorius bezeichnete ihn als einen „trefflichen Contrapunctisten und Musicus“. 